# Spijkerhoek
Spijkerhoek was een Nederlandse dramaserie op Veronica vanaf eind jaren 80 en begin jaren 90.
De serie Spijkerhoek werd in het eerste seizoen uitgezonden door de toenmalige publieke omroep Veronica. Het tweede seizoen, oorspronkelijk geproduceerd voor TV10, werd vanaf 1990 uitgezonden door RTL 4, die ook de overige seizoenen uitzond. Door Spijkerhoek zijn vele acteurs en actrices bekend geworden in Nederland.
Spijkerhoek was in de jaren 80 en 90 van de 20e eeuw een kijkcijferhit. Meer dan twee miljoen mensen zaten elke week voor de buis om de belevenissen van onder meer Patty Starrenburg, Gerard Verlinden, Tony Beymer en Willy van de Akker te zien.

## Geschiedenis

### Ontstaan
Producent Joop van den Ende wilde eind jaren '80 ook een productie slijten aan de toen publieke omroep Veronica. Directeur Rob Out had op dat moment de wens voor een nieuwe dramaserie, en vroeg Van den Ende wat hij had. Van den Ende verzon ter plekke een verhaal dat veel raakvlakken had met de door hem geproduceerde film Spetters uit 1980. Out was direct overtuigd en gaf Van den Ende de opdracht om deze serie in productie te nemen. Terug in Aalsmeer werkte Van den Ende het idee verder uit met regisseur Bert van der Veer. 
De scenario's voor de eerste twee seizoenen werden geschreven door de Engelse scenarist John Brason, en voor de regie werd de Engelse regisseur Michael E. Briant aangetrokken. Op zijn website beschrijft Briant dat de voorbereidingen voor de serie niet vlekkeloos verliepen; zo werden de scripts voor aflevering 1 en 2 meerdere malen volledig herschreven. Ook moest Briant werken met crewleden die niet gewend waren aan de snelle manier waarop hij dramaseries regisseerde in Engeland.
Intussen was de casting voor de serie in volle gang. Ervaren acteurs als Hidde Maas en Adriënne Kleiweg en jonge talenten als Wilfred Klaver en Mary-Lou van Stenis werden gecast. De serie startte op 4 januari 1989 op Veronica, en werd een waar kijkcijfersucces. De populariteit kwam tevens door de single Wonderful door Shift, dat de tweede plaats in de Top 40 bereikte.

### Verhuizing naar TV10 / RTL 4
Hoewel er door Veronica een opdracht werd gegeven tot het produceren van een tweede seizoen Spijkerhoek, gooiden de plannen van Joop van den Ende om met een eigen commerciële zender te komen roet in het eten. Vervolgens nam Van den Ende de productie van het tweede seizoen over, met het plan dit uit te zenden op TV10. Daarmee zouden enkele inhoudelijke wijzigingen gepaard gaan: er werd gesproken over langere scènes en nieuwe verhaallijnen om hiermee een ouder publiek aan te trekken. Ook trok men actrice Kitty Courbois aan om de rol van Mama Chaiavelli te vertolken.
Tijdens de opnames van het tweede seizoen, in de zomer van 1989, leek niks in de weg te staan van TV10 en werd het logo van de nieuwe zender zelfs getoond in verschillende scènes van Spijkerhoek, opgenomen op de paardenrenbaan. Eind september 1989 kreeg TV10 echter geen toestemming om uit te zenden, waardoor het tweede seizoen langer op de plank bleef liggen dan gepland. Pas toen een deal tussen Van den Ende en de commerciële zender RTL Véronique een feit was, kreeg het tweede seizoen van Spijkerhoek een plaats in het uitzendschema. Uitzendingen van het tweede seizoen begonnen op 20 februari 1990, voorafgegaan door een speciale terugblik op het eerste seizoen.

### Verdere verloop van de serie
RTL 4 gaf in het voorjaar van 1990 de opdracht aan Van den Ende voor het produceren van 26 nieuwe afleveringen Spijkerhoek, die daarmee een dubbel zo lang derde seizoen zouden vormen. Opnieuw werden er inhoudelijke veranderingen doorgevoerd: scenarioschrijver John Brason werd opgevolgd door Michael Russell, er kwam een nieuwe leader die beter zou passen bij de meer volwassen stijl van de serie en buitenopnamen werden deze reeks niet langer rond Amersfoort, maar in de omgeving van Bussum gedraaid, waar ook de binnenopnamen werden gedraaid.
Ook in de cast vonden er de nodige veranderingen plaats. Acteurs van het eerste uur Marijke Veugelers, Pim Peters, Wilfred Klaver en Jan Willem Sterneberg verlieten de serie gedurende het seizoen, en werden opgevolgd door Maeve van der Steen als Karin Brandsen, Steven de Jong als Jeroen Jansen, Cynthia Abma als Anja Jansen, Victor Reinier als Bas de Vries en Jaloe Maat als Marianna. Na 26 afleveringen eindigde het derde seizoen op 1 april 1991.
De serie was nog steeds een groot succes en RTL 4 bestelde een nieuwe reeks van 13 afleveringen voor in het najaar van 1991. De vierde reeks kende een grote leegloop van gezichten van het eerste uur. Hymke de Vries vertrok tussen het derde en vierde seizoen in, en werd in de eerste weken van het vierde seizoen gevolgd door Mary-Lou van Steenis, Adriënne Kleiweg, Joep Sertons en Manouk van der Meulen. Om de leegloop te compenseren werden verschillende nieuwe acteurs geïntroduceerd, zoals Bart Römer als Ronnie Maat, Tanneke Hartzuiker als Connie Jansen, Caya de Groot als Marieke Jansen en Theo de Groot als Pieter Jansen.
Het vijfde en laatste seizoen, opnieuw bestaande uit 13 afleveringen, werd uitgezonden in het najaar van 1992. RTL 4 communiceerde via de pers al voor aanvang van het seizoen dat dit het laatste zou zijn. De serie eindigde na 78 afleveringen op 11 januari 1993 met een open einde; mogelijk was het bij het schrijven en opnemen van het seizoen nog niet duidelijk dat dit het laatste zou zijn.
RTL 4 herhaalde in de zomermaanden van 1994 de gehele reeks. Later werden er ook herhalingen getoond op Nostalgie Net

## Acteurs
In onderstaand overzicht staan alle acteurs en actrices die hebben meegespeeld in de serie Spijkerhoek.

### Familie Chaiavelli
| Hoofdpersonages   |                   |                      |
| Acteur            | Personage         | Periode              |
| Kitty Courbois    | Rosina Chaiavelli | 1990-1991, 1992-1993 |
| Michiel Kerbosch  | Mario Chaiavelli  | 1989-1993            |
| Marijke Veugelers | Anke Chaiavelli   | 1989-1990, 1992      |

### Familie Starrenburg
| Hoofdpersonages       |                     |            |
| Acteur                | Personage           | Periode    |
| Manouk van der Meulen | Monique Starrenburg | 1989-1992  |
| Freark Smink          | Paul Starrenburg    | 1991, 1992 |
| Mary-Lou van Steenis  | Patty Starrenburg   | 1989-1992  |

### Familie Van de Akker
| Hoofdpersonages  |                       |           |
| Acteur           | Personage             | Periode   |
| Wilfred Klaver   | Dirk-Jan van de Akker | 1989-1990 |
| Adriënne Kleiweg | Willy van de Akker    | 1989-1992 |
| Pim Peters       | Rein van de Akker     | 1989-1990 |
| Hymke de Vries   | Francine van de Akker | 1989-1991 |

### Familie Verlinden
| Hoofdpersonages |                  |           |
| Acteur          | Personage        | Periode   |
| Hidde Maas      | Gerard Verlinden | 1989-1993 |
| Lies de Wind    | Margit Verlinden | 1990      |

### Familie Jansen
| Hoofdpersonages    |                |           |
| Acteur             | Personage      | Periode   |
| Cynthia Abma       | Anja Jansen    | 1990-1993 |
| Caya de Groot      | Marieke Jansen | 1991-1993 |
| Theo de Groot      | Pieter Jansen  | 1991-1993 |
| Tanneke Hartzuiker | Connie Jansen  | 1991-1993 |
| Steven de Jong     | Jeroen Jansen  | 1990-1993 |

### Familie Dekker
| Hoofdpersonages       |                 |           |
| Acteur                | Personage       | Periode   |
| Celia van den Boogert | Petra Dekker    | 1993      |
| Jules Hamel           | Johannes Dekker | 1992-1993 |

### Familie Brandsen
| Hoofdpersonages     |                       |            |
| Acteur              | Personage             | Periode    |
| Marjolein Sligte    | Loes Kroon - Brandsen | 1992, 1993 |
| Maeve van der Steen | Karin Brandsen        | 1990-1993  |
| Gwendolyn Verhulst  | Anouk Brandsen        | 1991-1993  |

### Familie Kersten
| Hoofdpersonages |               |         |
| Acteur          | Personage     | Periode |
| Wilbert Gieske  | Bert Kersten  | 1990    |
| Barbara Gozens  | Sonja Kersten | 1990    |

### Familie Van Lanschot
| Hoofdpersonages     |                         |           |
| Acteur              | Personage               | Periode   |
| Marlies van Alcmaer | Eva van Lanschot        | 1991-1992 |
| Jim de Groot        | Jan-Willem van Lanschot | 1991-1992 |
| Frans Kokshoorn     | Arthur van Lanschot     | 1991      |

### Overige hoofdrollen en bijrollen
| Overige hoofdrollen & bijrollen |                              |           |
| Acteur                          | Personage                    | Periode   |
| Alexander van Bergen            | Hans Bos                     | 1991      |
| Filip Bolluyt                   | Vincent Ruis                 | 1990      |
| Edmond Classen                  | Wethouder Derks              | 1989-1990 |
| Kees Coolen                     | Commissaris Chris van Winden | 1990      |
| Hans Cornelissen                | Rene van Leeuwen             | 1990      |
| Bart Gabriëlse                  | Steve                        | 1992-1993 |
| Irma Hartog                     | Saskia                       | 1992-1993 |
| Fedde Hoekstra                  | Geert Jansma                 | 1990-1993 |
| Hans Hoes                       | Emile Franssen               | 1990      |
| Mirte van Heusden               | Ellen Vermeulen              | 1990      |
| Rik Luycx                       | Jimmy Bergman                | 1989-1990 |
| Jaloe Maat                      | Marianna                     | 1991      |
| Victor Reinier                  | Bas de Vries                 | 1990-1991 |
| Bart Römer                      | Ronnie Maat                  | 1991-1992 |
| Anne-Mieke Ruyten               | Yvonne Prins                 | 1991-1992 |
| Frank Schaafsma                 | Jaap Sythoff                 | 1989-1990 |
| Joep Sertons                    | Tony Beymer                  | 1989-1992 |
| Peter Smits                     | Inspecteur de Jonge          | 1990      |
| Guy Sonnen                      | Victor Bloemart              | 1992      |
| Jan Willem Sterneberg           | Wim de Beer                  | 1989-1990 |
| Iwan Vogelland                  | Thomas                       | 1992-1993 |
| Yorick van Wageningen           | Ruud de Lange                | 1989      |
| Ingrid Willemse                 | Mariëlle Gorter              | 1992      |
| Wim Zomer                       | Nico Willems                 | 1989      |

### Gastrollen
| Overige personages     |                            |            |
| Acteur                 | Personage                  | Periode    |
| Herman Boerman         | Herman                     | 1989       |
| Filip Bolluyt          | Vincent Ruis               | 1990       |
| Lars Boom              | Ruud                       | 1993       |
| Bartho Braat           | Dokter de Vries            | 1990       |
| Eddie Brugman          | Felix de Groen             | 1991       |
| Wessel van Diepen      | presentator Countdown      | 1989       |
| Bill van Dijk          | Klaver                     | 1991-1992  |
| Joop Dijkman           | Engelbert Humperdinck      | 1989       |
| Daan Dillo             | Johnny                     | 1991       |
| Bert van den Dool      | notaris                    | 1990       |
| Edo Douma              | Politie-agent/ Rechercheur | 1990-1991  |
| Jan Anne Drenth        | Meneer v.d. Wouden         | 1990       |
| Willem Drieling        | barman Wil                 |            |
| Jan Elbertse           | agent                      | 1991       |
| Hubert Fermin          | bakker                     | 1992       |
| Joss Flühr             | arts                       | 1991       |
| Caroline van Gastel    | Arts/ Oogarts              | 1990, 1992 |
| Richard Gebski         | Jan Mulder                 | 1991       |
| Hans van der Gragt     | Brad Simon                 | 1991       |
| Maxim Hamel            | Conte Accumulo             | 1990       |
| Jan Hoek               | Huygens                    | 1990       |
| Thera van Homeijer     | receptioniste              | 1990       |
| Jaap Hoogstra          | buurman Rein               | 1990       |
| Frits Jansma           | portier                    | 1992       |
| Eric Jaspers           | lifter                     | 1991       |
| Ad van Kempen          | arts                       | 1992       |
| Frans Kokshoorn        | Burgemeester               | 1989       |
| Peter de Koning        | arts                       | 1990       |
| Erik Koningsberger     | kidnapper                  | 1990       |
| Wim Kouwenhoven        | Brugmans                   | 1990       |
| Bert Kuizenga          | arts                       | 1991       |
| Kristel Kootjans       | Madonna                    | 1989       |
| Sacco van der Made     | Klaas Peters               | 1990       |
| Hugo Maerten           | arts                       | 1989       |
| Tim Meeuws             | Ernesto                    | 1992       |
| Con Meijer             | Maarten Kamp               | 1991       |
| Jurg Molenaar          | Meneer Bos                 | 1991       |
| Marthe van der Noordaa | Saskia                     | 1989-1990  |
| Lettie Oosthoek        | Mevrouw Bos                | 1991       |
| Hans van Raam          | kidnapper                  | 1990       |
| Michel van Rooy        | Jan Reinier                | 1991       |
| Nico Schaap            | schipper                   | 1990       |
| Lou Steenbergen        | Terry de Waart             | 1991       |
| Maria Stiegelis        | huishoudster               | 1992       |
| Martin Versluys        | bankbediende               | 1991       |
| Jop de Vries           | Joep van Beek              | 1992       |
| Ger Wiersma            | Hendriks                   | 1990       |
| Joop Wittermans        | Duyff                      | 1991       |

## Trivia
- Bij het uitbrengen van de serie op dvd werd het derde seizoen, bestaande uit 26 afleveringen, opgesplitst in twee seizoenen van 13 afleveringen. Hierdoor zijn er zes seizoenen op dvd uitgebracht, terwijl er in werkelijkheid maar vijf seizoenen bestaan.
- Vele buitenopnamen voor Spijkerhoek zijn opgenomen in het historische Amersfoort op de Appelmarkt, de Groenmarkt en op meerdere historische plekken in deze stad. In het derde seizoen vonden de opnamen plaats aan een drukke weg in Bussum. Zo was het appartementengebouw waar het personage Gerard Verlinden woonde, de huidige openbare bibliotheek in Bussum. De laatste twee seizoenen vonden voor een groot deel weer plaats in Amersfoort.
- Het appartement van Gerard Verlinden in seizoen 1, 2, 4 en 5 is het voormalig gebouw van de Rijksdienst voor Oudheidkundig Bodemonderzoek (ROB) aan de Muurhuizen/Kerkstraat en grenst aan de Appelmarkt. Tegenwoordig zijn diverse culturele instellingen gevestigd in dit gebouw. Het gebouw heet de Stad van Cahen.